# Белфаст (переписна місцевість, Нью-Йорк)
Белфаст (англ. Belfast) — переписна місцевість (CDP) в США, в окрузі Аллегені штату Нью-Йорк. Населення — 745 осіб (2020).

## Географія
Белфаст розташований за координатами 42°20′10″ пн. ш. 78°7′1″ зх. д. / 42.33611° пн. ш. 78.11694° зх. д. (42.336195, -78.116873).  За даними Бюро перепису населення США в 2010 році переписна місцевість мала площу 3,66 км², з яких 3,59 км² — суходіл та 0,07 км² — водойми.

## Демографія
Згідно з переписом 2010 року, у переписній місцевості мешкало 837 осіб у 337 домогосподарствах у складі 213 родин. Густота населення становила 229 осіб/км².  Було 377 помешкань (103/км²).
Расовий склад населення:
| - 95,9 % — білих - 1,1 % — азіатів - 0,7 % — чорних або афроамериканців - 0,2 % — корінних американців |

До двох чи більше рас належало 1,8 %. Частка іспаномовних становила 0,7 % від усіх жителів.
За віковим діапазоном населення розподілялося таким чином: 27,4 % — особи молодші 18 років, 56,0 % — особи у віці 18—64 років, 16,6 % — особи у віці 65 років та старші. Медіана віку мешканця становила 37,9 року. На 100 осіб жіночої статі у переписній місцевості припадало 87,7 чоловіків;  на 100 жінок у віці від 18 років та старших — 83,7 чоловіків також старших 18 років.
Середній дохід на одне домашнє господарство  становив 37 407 доларів США (медіана — 35 078), а середній дохід на одну сім'ю — 44 809 доларів (медіана — 39 737). За межею бідності перебувало 14,9 % осіб, у тому числі 22,9 % дітей у віці до 18 років та 9,3 % осіб у віці 65 років та старших.
Цивільне працевлаштоване населення становило 351 особа. Основні галузі зайнятості: виробництво — 24,2 %, освіта, охорона здоров'я та соціальна допомога — 24,2 %, транспорт — 10,3 %, роздрібна торгівля — 9,4 %.